# 磯田達伸
磯田 達伸（いそだ たつのぶ、1951年10月1日 - ）は、日本の政治家。新潟県長岡市長（3期）。

## 人物
新潟県長岡市出身。長岡市立四郎丸小学校（1964年3月卒業）→長岡市立南中学校（1967年3月卒業）→新潟県立長岡高等学校（1970年3月卒業）を経て、1976年（昭和51年）3月に明治大学政治経済学部経済学科を卒業。
1976年（昭和51年）4月に長岡市役所に入庁後、企画部長→都市整備部長→財務部長を歴任する。
2011年（平成23年）4月に長岡市地域政策監に就任後、2012年（平成24年）4月に長岡市副市長に就任。
2016年（平成28年）8月10日、森民夫長岡市長が新潟県知事選挙へ出馬する意向を正式に表明。8月30日、磯田は、森辞職に伴って行われる長岡市長選挙への出馬を表明。同年9月6日に副市長を辞職。
同年10月16日、知事選と同日選挙になった市長選において、元市議会議長で自民党長岡支部幹事長の小熊正志、元市議の藤井盛光を破り初当選した。
※当日有権者数：230,302人 最終投票率：59.38%（前回比：14.18pts）
| 候補者名 | 年齢 | 所属党派 | 新旧別 | 得票数   | 得票率 | 推薦・支持 |
| -------- | ---- | -------- | ------ | -------- | ------ | ---------- |
| 磯田達伸 | 65   | 無所属   | 新     | 63,969票 | 48.0%  |            |
| 小熊正志 | 66   | 無所属   | 新     | 37,879票 | 28.4%  |            |
| 藤井盛光 | 38   | 無所属   | 新     | 31,529票 | 23.6%  |            |

2020年10月4日の市長選挙で再選。
※当日有権者数：224,910人 最終投票率：46.99%（前回比：12.39pts）
| 候補者名 | 年齢 | 所属党派 | 新旧別 | 得票数   | 得票率 | 推薦・支持 |
| -------- | ---- | -------- | ------ | -------- | ------ | ---------- |
| 磯田達伸 | 69   | 無所属   | 現     | 76,024票 | 72.7%  |            |
| 藤井盛光 | 42   | 無所属   | 新     | 28,483票 | 27.3%  |            |

2024年10月6日の市長選挙で3選。
※当日有権者数：216,886人 最終投票率：46.57%（前回比：0.42pts）
| 候補者名 | 年齢 | 所属党派 | 新旧別 | 得票数   | 得票率 | 推薦・支持 |
| -------- | ---- | -------- | ------ | -------- | ------ | ---------- |
| 磯田達伸 | 73   | 無所属   | 現     | 58,696票 | 58.6%  |            |
| 高橋宏幸 | 55   | 無所属   | 新     | 41,534票 | 41.4%  |            |